# Séléno-
Le préfixe séléno-, lorsqu'il est utilisé pour un composé chimique, signifie que l'atome d'oxygène (ou de soufre) dans le composé a été remplacé par un atome de sélénium. Il est souvent utilisé en chimie organique dans la dénomination des composés organoséléniés.
Il s'utilise comme les préfixes thio- ou telluro- indiquant des analogues soufrés  ou tellurés. Par exemple, le mot éther se réfère à un composé contenant de l'oxygène ayant la structure chimique R-O-R' alors que le mot sélénoéther se réfère à l'analogue sélénié de structure R-Se-R'.
Le préfixe séléno- dérive du nom de la déesse grecque de la lune Σελήνη.

## Exemples
- Alcool → Sélénol (ex. : méthylsélénol et benzènesélénol)
- Amide → Sélénoamide
- Urée → Sélénourée
- Les deux acides aminés séléniés sélénométhionine et sélénocystéine, qui entrent dans la composition de certaines protéines appelées alors sélénoprotéines, et qui sont les analogues des acides aminés soufrés méthionine et cystéine.